# 柬埔寨爱国、民主、民族大团结阵线
柬埔寨爱国、民主、民族大团结阵线是柬埔寨历史上的一个统一战线组织。1979年8月21日，红色高棉建立该组织，乔森潘任临时主席。该组织是在越南入侵柬埔寨、民主柬埔寨灭亡、柬埔寨人民共和国建立后成立的。该组织成立的目的是作为越南支持的柬埔寨救国民族团结阵线的对立面，旨在联合柬埔寨民族主义者反对越南，并努力为已失去公信力的民主柬埔寨残存政权争取合法性。
在1982年民主柬埔寨联合政府成立前，该组织是民主柬埔寨法理上的流亡政府，位于柬埔寨和泰国边界。成立后不到一年，该组织发布政治纲领草案，承认1975年—1979年红色高棉犯下的一些“错误”，并宣布将尊重婚姻自由和宗教信仰自由，同时呼吁用“自由民主制度”取代1976年宪法，表示其“放弃在数十年或数百年内建设社会主义和共产主义的计划，以便动员广泛的民族阵线来打击越南敌人，打击黎笋集团。”该组织提倡在驱逐越南军队后，举行由联合国监督的自由选举，并鼓励私人财产的发展，同时允许此前遭受迫害的佛教僧侣参与国家治理事务。然而，这些举动被广泛视为别有用心和不诚实，西哈努克亲王指责该组织及其纲领为“阴谋”，并称“只有少数人响应红色高棉在柬埔寨爱国、民主、民族大团结阵线下团结的号召。”尽管如此，在1987年时，该组织仍在民主柬埔寨党领导下存在。